# 国立若狭湾青少年自然の家
国立若狭湾青少年自然の家（こくりつわかさわんせいしょうねんしぜんのいえ）は、福井県小浜市田烏にある国立宿泊研修施設。若狭町世久見との境界に位置する。学校利用の他、家族利用や学生の利用、一般や企業研修等にも利用可能。
若狭湾国定公園のほぼ中央に突き出た黒崎半島の一画の海浜に位置し、施設の前面には雄大な小浜湾（若狭湾）が広がり、リアス海岸特有の美しさを見せている。背後には標高300メートルの起伏に富んだ山野に恵まれ、豊かな自然環境は四季折々に美しさをかもし出している。
当施設は文部省（現・文部科学省）の学制百年記念事業の一環として、21世紀にはばたく少年のために設置された全国14ヶ所ある国立少年自然の家の第9番目として、昭和59年4月に設置された。
平成13年4月には独立行政法人国立少年自然の家国立若狭湾少年自然の家、平成18年4月には独立行政法人国立オリンピック記念青少年総合センター、独立行政法人国立青年の家と統合し、独立行政法人国立青少年教育振興機構国立若狭湾青少年自然の家となった。

## 沿革
- 1975年（昭和50年）- 国立第9少年自然の家を福井県小浜市に設置することを決定
- 1979年（昭和54年）- 学識経験者からなる国立少年自然の家創設調査協力者会議を設置し、施設整備に関する基本計画を策定
- 1981年（昭和56年）- 基本工事及び本体工事を開始（昭和59年終了）
- 1983年（昭和58年）10月1日 - 文部省内に「国立若狭湾少年自然の家（仮称）設立準備室」を開設
- 1984年（昭和59年）4月11日 - 文部省令の改正により「国立若狭湾少年自然の家」設置、現地において業務を開始
- 1984年（昭和59年）9月1日 - 事業開始、宿泊定員200人でスタート（昭和60年7月20日から宿泊定員300人）
- 1985年（昭和60年）10月6日 - 文部大臣の主催で開所式を挙行
- 1987年（昭和62年）4月21日 - 海洋施設（艇庫・海浜用品庫）完成
- 1988年（昭和63年）3月31日 - フィールド・アスレチック施設完成
- 1989年（平成元年）3月31日 - 勤労体験生産広場（夕日の広場）完成
- 1989年（平成元年）4月22日 - 実利用者10万人突破
- 1990年（平成2年）6月14日 - 野外活動用避難小屋（ふれあい山荘）完成
- 1991年（平成3年）12月15日 - 海岸遊歩道（なぎさ遊歩橋）完成
- 1992年（平成4年）8月7日 - 実利用者20万人突破
- 1994年（平成6年）5月31日 - 第2キャンプ場（岩の沢キャンプ場）完成
- 1994年（平成6年）10月25日 - 開所10周年記念式及び記念モニュメント除幕式を挙行
- 1995年（平成7年）9月13日 - 実利用者30万人突破
- 1996年（平成8年）5月13日 - 屋内多目的活動施設（トピーホール）完成
- 1996年（平成8年）8月6日 - 自然観察施設完成（島の越ログハウス1棟・ログキャビン2棟・自然観察小屋2棟）
- 1997年（平成9年）3月31日 - ボランティア棟完成
- 1998年（平成10年）7月31日 - 砂浜整備事業完成
- 1999年（平成11年）4月26日 - 実利用者40万人突破
- 2000年（平成12年）3月31日 - 宿泊棟等冷房設備完成
- 2000年（平成12年）6月30日 - 島の越海岸遊歩道完成
- 2001年（平成13年）3月31日 - タイドプール完成
- 2001年（平成13年）3月31日 - 多目的学習室（海の学習棟）完成
- 2001年（平成13年）4月1日 - 独立行政法人国立少年自然の家に移行
- 2002年（平成14年）7月24日 - 実利用者50万人突破
- 2003年（平成15年）2月28日 - 生活研修棟・宿泊棟内部改修・厨房施設改修
- 2003年（平成15年）7月22日 - 温水シャワー室完成
- 2004年（平成16年）10月29日 - 開所20周年記念式を挙行
- 2006年（平成18年）4月1日 - 独立行政法人国立青少年教育振興機構に移行「国立若狭湾青少年自然の家」に名称変更
- 2006年（平成18年）5月15日 - 実利用者60万人突破
- 2009年（平成21年）6月1日 - 実利用者70万人突破
- 2011年（平成23年）3月15日 - 宿泊棟空調設備他改修
- 2013年（平成25年）2月21日 - 実利用者80万人突破
- 2014年（平成26年）11月14日 - 開所30周年記念式を挙行
- 2016年（平成28年）1月15日 - 国立オリンピック記念青少年総合センター50周年、国立青少年教育振興機構10周年

## 交通アクセス
最寄りの鉄道駅
- JR小浜線　小浜駅

最寄りのバス停
- あいあいバス　須ノ浦停留所

最寄りの道路
- 福井県道249号田烏公園線
- バス駐車場（第1駐車場）、自家用車駐車場（第2・3駐車場）を完備している。

## 主な研修施設

### 屋内研修施設
玄関前広場、大階段、トビーホール、プレイホール（体育館）、ふれあいホール、オリエンテーション室、研修室（1～3）、食堂（トビーのれすとらん）、自動販売機、宿泊棟（1号棟（潮）・2号棟（海）・3号棟（丘）・4号棟（山）・5号棟（空）・6号棟（星））、ミーティング室、談話室、講師宿泊室、講師談話室、講師和室、講師浴室、大浴場、身障者用浴室、洗濯室、乾燥室、事務室、医務室、ピロティ、その他

### 屋外研修施設
岩の沢キャンプ場（野外炊飯場、食料保管庫、薪置き場、ロッジ《ログハウス》、ログキャビン1・2）、島の越キャンプ場（野外炊飯場、食料保管庫、薪置き場、ロッジ《ログハウス》、ログキャビン1・2）、鏡崎キャンプ場、カッター艇庫、桟橋、海の学習室、ふれあい山荘、夕日の広場、大浜海岸（砂浜）、タイドプール、自然歩道、なぎさ遊歩道、赤石の浜

## 主な体験（研修）活動
体験活動に関する道具等は無料貸し出し。ただし、創作活動に関する材料費、野外炊事の食材費、ゲレンデ用スキーのレンタルは別途有料となる。施設利用は事前の申し込みが必要で、活動場所や道具等は、同じ日に利用する団体で施設職員が利用調整する。
活動は基本的に、施設職員が事前の説明や活動物品の調整を行い、指導は団体の代表者が行う。ラフティングなどの危険度の高い活動は、施設職員の直接指導となる。自然の中での活動のため、天候や自然条件により施設側の判断で活動を中止することがある。

### 海の活動
カッター、6ｍカッター、スノーケリング、シーカヤック、スタンドアップパドルサーフィン 、水泳、3人乗りボート、2人乗りボート 、カヌー 、大だらい、組立式いかだ、磯釣り、磯観察・磯遊び、ビーチコーミング など。

### 森の活動
ハイキング、ナイトハイキング、ウォークラリー、オリエンテーリング、トビーの森の探検隊、リングリングゴルフ、グリーンウォッチング、ハンティングゲーム、漁り火のつどい（キャンプファイヤー）、野外炊事 、森の宿泊体験、テント泊体験 など。

### クラフト活動など
若狭めのう、若狭塗り箸、貝殻ろうそく、焼き板工作、プラホビー、木のアクセサリー、竹トンボ 、トビーの思い出万華鏡、海藻標本作り、塩作り、プランクトン観察、海水を使ったうどん作り、海水を使った豆腐作り など。

### 室内活動
キャンドルサービス、スルーリングラリー、ニュースポーツ（スカットボール、エスキーテニス、フリーテニス ディスゲッター、タグラグビー、セパタクロー インディアカ、チュックボール、ユニホック タスポニーボール、オーバルボール ）、室内スポーツ（ドッヂボール、ドッチビー、バレーボール、卓球 なわとび、大なわとび、綱引き、バドミントン、 バスケットボール、フットサル）など。

### その他
伝承遊び（けん玉、こま回し、囲碁、将棋、めんこ、 お手玉、百人一首 ）、奉仕活動 、DVD鑑賞 など。

## 主な料金
- 施設使用料
  - 青少年団体1人当たり300円（シーツ等のクリーニング料金のみ）。
  - ただし企業などの一般団体は1,110円（施設利用料金810円が1泊当たり加算される）。

- 食堂食料金
  - 食堂を利用する場合には別途食堂食料金が必要となる（食堂の利用についても事前の申込が必要）。
    - 朝食　中学生以上510円、小学生500円、未就学児420円、3歳以下無料
    - 昼食　中学生以上580円、小学生570円、未就学児480円、3歳以下無料
    - 夕食　中学生以上740円、小学生720円、未就学児600円、3歳以下無料

## 利用方法
利用方法は、学校・青少年教育団学校・青少年教育団体・25人以上の団体と、グループ・家族・24人以下の団体で異なる。

### 学校・青少年教育団学校・青少年教育団体・25人以上の団体
- 利用したい月の1年前の同月1日から14日までに、「利用（希望）団体受付票」を提出。
- 同月15日の15時より公開抽選を実施、調整順位の決定後、翌月の下旬までに利用日の連絡がある。調整順位によっては、希望日以外の日をお願いする場合もある。
- 抽選日以降の申込は、要問合わせ。

### グループ・家族・24人以下の団体
- 利用したい日の2ヶ月前の同日から2週間前までに、電話かWEBフォームにて申し込み。
- 空室状況等により利用日の希望に添えない場合は、後日利用の可否について連絡あり。

## 主な事業
同青少年自然の家では、利用者の活動を支援する研修支援のほか、国の進める、青少年の課題に対応する取組を具現化するため、施設が主催する企画事業を行っている。
青少年対象事業
夏休み・冬休み中の長期体験事業やスキー、サイエンス教室など、年間10回程度の子ども向け宿泊体験事業を実施している。他にもサッカーやフットサル、バスケットボール、バレーボールなどスポーツ少年団を対象にしたスポーツ事業も定期的に実施している。
親子対象事業
キャンプや野外料理、クラフトなど親子を対象にした宿泊体験事業を年数回実施している。対象年齢は4歳以上だが、3歳以下でも保護者の同伴があれば参加可能。
指導者対象事業
ボランティアセミナーや教員免許状更新講習、体験活動指導者セミナーなど、指導者を対象にした講習会・研修会を実施している。2015年からは「福井県アウトドアフォーラム」というアウトドア指導者を対象にしたイベントも実施している。

## 近隣の青少年自然の家
- 福井県立三方青年の家（福井県三方上中郡若狭町鳥浜）
- 大阪府吹田市立自然の家 もくもくの里（滋賀県高島市今津町南生見）※今津町が、福井県若狭町と共に大阪府吹田市と姉妹都市であるため、県境付近に立地している。

## その他
- 東京大学海洋アライアンス海洋教育促進研究センターと連携協定を結んでいる。
- 近隣の若狭三方縄文博物館、福井県海浜自然センター、福井県立若狭歴史博物館、福井県立三方青年の家と若狭わくわく体験ネットワークを構築している。

- 2011年5月11日午後4時半頃、福井県道249号田烏公園線で土砂崩れが発生し、この道路の先にある当施設で活動中だった愛知県稲沢市立千代田中学校1年生72人、蟹江町立蟹江中学校2年生200人と両校の引率教諭、当自然の家職員ら計312人が孤立する事態があった。